# 穆瓦訥峰
46°28′13″N 6°58′44″E / 46.4702°N 6.97892°E

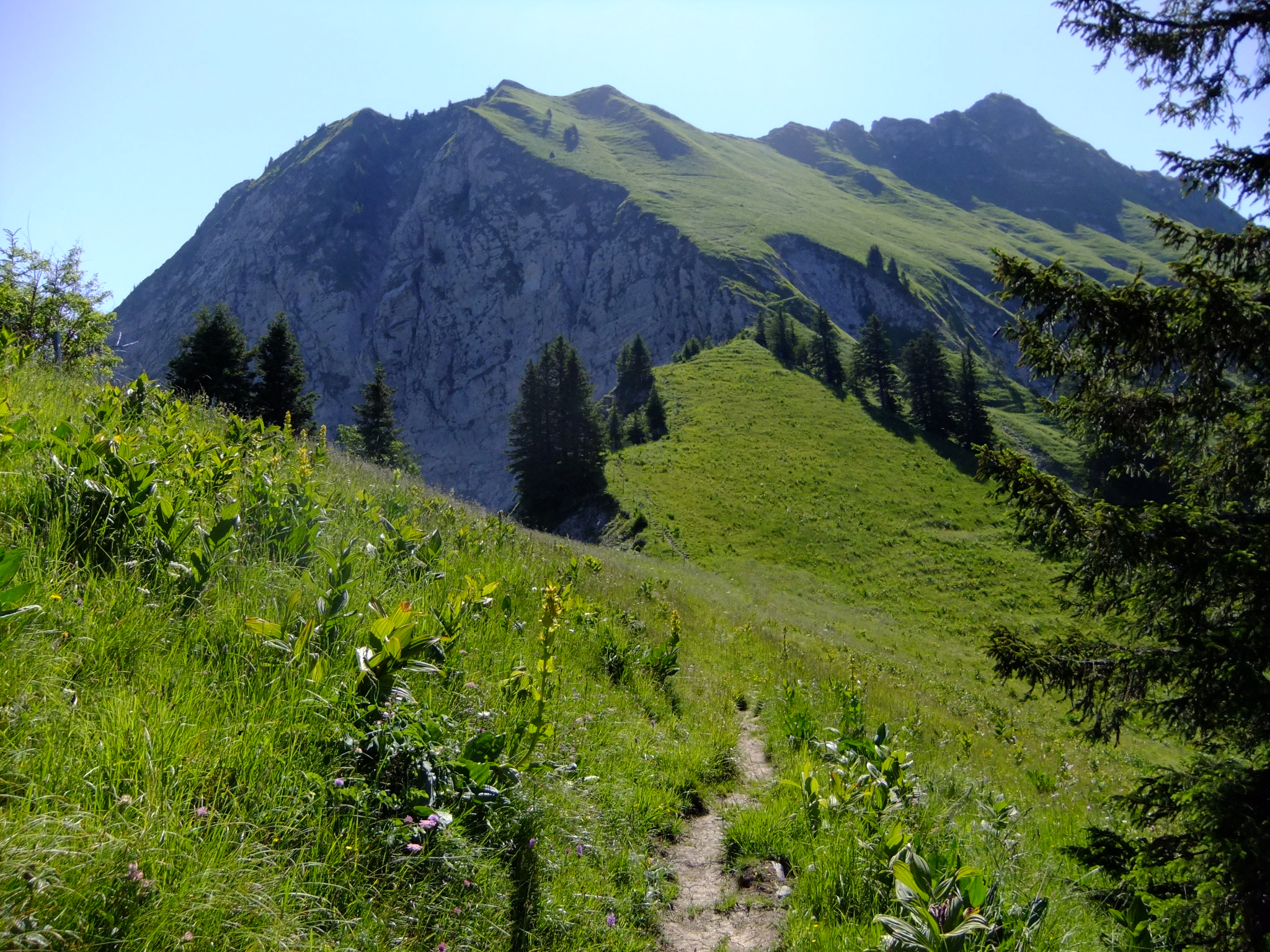

穆瓦訥峰（Cape au Moine, Montreux），是瑞士的的山峰，位於該國西部，處於弗里堡州和沃州接壤的邊界，屬於伯爾尼山的一部分，海拔高度1,941米，每年平均降雨量1,395毫米。